# 한왕 신
한왕 신(韓王 信, ? ~ 기원전 196년)은 진나라 말기 ~ 전한 초기의 군인이자 관료이다. 성이 한씨이고 이름이 신이라 실제 이름은 한신(韓信)이나, 같은 시기에 활약한 동명이인 회음후 한신과 구별하기 위하여 역사적으로 작위와 이름자를 결합한 '한왕 신'으로 일컬어지고 있다.

## 생애
한(韓)나라 양왕의 후손으로, 고제가 한왕 성·장량 등의 한나라 부흥군과 합류하여 관중으로 향하던 중에 발탁되어 한나라의 장수로서 고제를 따라 관중으로 들어갔다. 고제에게 항우와 싸우도록 진언했고, 삼진 정벌 때 한나라의 태위를 맡아 옛 한나라 영토를 경략했다. 당시 항우는 한성을 한나라 왕으로 봉했으나 유방과의 연고 때문에 의심하여 죽였는데, 한신의 군사 활동을 듣고 정창을 한나라 왕으로 삼았다. 고제 2년(기원전 204년), 옛 한나라의 10여 성을 점령했고, 정창을 급히 쳐 사로잡아 유방에게서 정창 대신 한왕에 봉해졌다. 이후 고제가 항우의 공격을 이겨내지 못하고 형양성에서 달아나면서 주가 등과 함께 마지막까지 형양 수비를 맡았고, 형양이 함몰되면서 초나라에 투항하였다가 얼마 뒤 달아나서 전한에 돌아와 다시 항우와 싸웠다. 고제 5년(기원전 202년), 부절을 받고 형양을 서울로 삼아 한왕으로 봉해졌다.
전한이 중국을 통일할 무렵, 북방의 흉노는 묵돌 선우를 중심으로 단결하여 오르도스 지역의 백양과 누번을 병합하는 등 전한을 위협하였다. 또 한왕 신의 봉국 한나라는 천하의 요충지였으며 그 또한 굳센 장수였다. 이에 고제는 고제 6년(기원전 201년)에 한왕 신을 영천에서 옮기고, 북방 태원군에 배치하여 흉노를 견제하게 하였다. 한왕 신은 태원군의 중심 도시로 새 한나라의 서울이 된 진양이 북방의 요새와 멀어 서울을 마읍으로 옮기도록 청해 허락을 받았다. 하지만 가을에 묵돌 선우가 대대적으로 쳐들어와 포위당하자, 한왕 신은 자신의 힘만으로는 흉노를 제압하기 어렵다고 판단하여 흉노와의 화친을 추구한다. 고제는 이것이 반란이 아닌가 의심하여 책망하였고, 결국 그는 마읍을 들어 흉노로 투항하고 태원을 공격하게 된다.
고제 7년 겨울(기원전 201년), 고제가 친정에 나서니 동제(銅鞮)에서 격파당해 장군 왕희(王喜)를 잃고 흉노로 달아났다. 그런데 원래 자신의 사람으로 백토현의 장사꾼 출신인 만구 신(曼丘臣)과 왕황(王黃) 등이 옛 조나라의 왕족이자 조나라 장수던 조리(趙利)를 왕으로 세우고 자신의 패잔병을 거두어들이자, 이들과 흉노와 연합해 한나라를 공격했다. 흉노에서는 좌우 현왕과 만여 기를 보내 왕황 등을 지원해 진양까지 진격했다. 전한은 이들을 진양·이석·누번 서북쪽 등에서 연이어 격파했으나, 백등산 포위전에서 고전하고 군대를 해산했다.
이후 흉노의 장수가 되어 흉노군을 이끌고 전한의 변경을 침략하기 시작했고, 전한의 제후국 대나라와 조나라의 군대를 총괄하는 조나라 상국 진희에게 왕황과 만구신을 파견, 설득하여 반란을 일으키도록 했다. 진희가 반란을 일으킨 후 진희와 조리와 연합해 누번에서 주발과 싸웠으나 패배했다. 기원전 196년 참합(參合)으로 침입했다. 전한의 대장 시무는 글을 보내 투항하라는 권고를 했다.
“폐하는 너그럽고 어지시니, 제후들이 비록 반역하고 달아났지만 돌아오면 옛 자리와 칭호를 돌려주시고 주살하지 않을 것입니다. 대왕께서도 아시리이다. 지금 왕께서 패망하고 흉노로 달아났지만, 죄가 없으시니, 빨리 돌아오십시오!”
이에 답했다.
“폐하께서 이 종을 여항에서 들어 쓰셔서 남면하여 '고'라 칭하게 하셨으니(곧 왕노릇 하게 하셨으니), 이는 이 종의 행운입니다. 형양에서 죽지 못하고 항적에게 갇혔으니, 이것이 죄 하나입니다. 도적들이 마읍을 치는데 지켜내지 못하고 항복했으니, 이것이 죄 둘입니다. 지금 반역하여 그 도적들의 장수가 되어, 장군과 하루아침에 싸우게 되었으니, 이것이 죄 셋입니다. 문종과 범려는 죄가 없는데도 죽었는데, 저는 폐하에게 죄 셋을 짓고 이 세상에서 목숨을 건져 살려 한다면, 이는 오자서가 오나라에서 죽은 것과 같습니다. 오늘 저는 산과 골짜기 사이에 숨어 아침저녁으로 만이에게 구걸하고 있으니, 돌아가고 싶은 마음은 앉은뱅이가 일어나기를 바라고 눈 먼 사람이 보기를 바라는 것과 같습니다만, 형세가 불가합니다.”
마침내 싸워 전사하고, 참합은 도륙되었다. 두 아들이 있었는데 태자(이름은 미상)와 한퇴당이다.

## 가계

### 관련 인물
한기 한언 한열 한퇴당